# Kota Hattori
Kota Hattori (født 22. november 1977) er en tidligere japansk fodboldspiller.
Han har spillet for flere forskellige klubber i sin karriere, herunder Sanfrecce Hiroshima og Fagiano Okayama.